# Santa María Coronango
Santa María Coronango är en ort i Mexiko.   Den ligger i kommunen Coronango och delstaten Puebla, i den sydöstra delen av landet, 90 km öster om huvudstaden Mexico City. Santa María Coronango ligger 2 168 meter över havet och antalet invånare är 13 563.
Terrängen runt Santa María Coronango är en högslätt. Runt Santa María Coronango är det mycket tätbefolkat, med 1 573 invånare per kvadratkilometer. Närmaste större samhälle är Puebla de Zaragoza, 14,2 km sydost om Santa María Coronango. Omgivningarna runt Santa María Coronango är en mosaik av jordbruksmark och naturlig växtlighet.